# Oncholaimus onchouris
Oncholaimus onchouris is een rondwormensoort uit de familie van de Oncholaimidae. De wetenschappelijke naam van de soort is voor het eerst geldig gepubliceerd in 1928 door Ditlevsen.